# Esvres
 Esvres  es una población y comuna francesa, situada en la región de  Centro-Val de Loira, departamento de Indre y Loira, en el distrito de Tours y cantón de Monts.

## Demografía
| 2081 | 2473 | 3050 | 4160 | 4234 | 4278 | 4411 | 4922 |
| Para los censos de 1962 a 1999 la población legal corresponde a la población sin duplicidades (Fuente: INSEE [Consultar]) |      |      |      |      |      |      |      |